# Draconarius specialis
Draconarius specialis là một loài nhện trong họ Amaurobiidae.
Loài này thuộc chi Draconarius. Draconarius specialis được Yajun Xu & S. Q. Li miêu tả năm 2007.